# Dionisio Weisz
Dionisio Weisz (Arad, 10 settembre 1904 – Colle Umberto, 7 ottobre 1992) è stato un calciatore e allenatore di calcio ungherese.

## Biografia
Nato ad Arad, all'epoca comune facente parte della Austria-Ungheria, si trasferisce successivamente a vivere a Budapest, dove muove i primi passi nel mondo del calcio. Trasferitosi in Italia, oltre a svolgere l'attività di calciatore, studia medicina all'Università di Padova, dove si laurea nel 1930 con il punteggio di 110 e lode. Successivamente svolgerà la professione medica tra le province di Treviso e Belluno.

## Carriera

### Giocatore
Inizia la sua avventura nel mondo del calcio in Ungheria nelle file del Ferencváros. Nel 1924 si trasferisce, grazie alla chiamata dell'allenatore inglese Herbert Burgess, al Padova, dove gioca nel campionato di Prima Divisione 1924-1925 collezionando sei presenze e un gol. La stagione successiva passa al Treviso dove totalizza 19 presenze e 11 gol.

### Allenatore
Ha allenato varie squadre locali della provincia di Treviso, tra cui il Vittorio Veneto e il Colle Umberto.

## Onorificenze
A Colle Umberto, in provincia di Treviso, gli è stata intitolata una via, ovvero Via Dionisio Weisz.